# Lago San Roque
Il lago San Roque è un lago artificiale situato nella provincia di Córdoba, in Argentina. Sulla sua sponda si trova l'importante centro turistico di Villa Carlos Paz, oltre ad altri centri minori: Bialet Massé, Villa Santa Cruz del Lago, San Roque e Villa Parque Siquiman.
Il lago ha funzione di approvvigionamento per la città di Córdoba e di produzione di energia elettrica ed è sorto in seguito alla costruzione alla fine del XIX secolo di una diga capace di trattenere le acque dei fiumi Cosquín e San Antonio. All'epoca della prima costruzione la diga fu la più imponente mai costruita nell'America del Sud. Nel 1944 l'antica diga fu sostituita da un nuovo manufatto più a valle, che aumentò considerevolmente il volume d'acqua del lago.